# ザ・デヴィアンツ
ザ・デヴィアンツ（The Deviants、旧称ザ・ソーシャル・デヴィアンツ、The Social Deviants）は、1966年後半から1969年まで活動していた英国のロック・バンド。後にメンバーで作家のミック・ファレンが2013年に亡くなるまで音楽活動時のアーティスト名として使用していた。
ファレンは、ザ・デヴィアンツはもともとコミュニティ・バンドであり、「ときどき活動していた。それは、相互関係と相互依存を大いに伴う完全な攻撃的なものだった」と述べている。音楽的には、ミック・ファレンはザ・フー、チャールズ・ミンガス、ヴェルヴェット・アンダーグラウンド、フランク・ザッパの影響を受けたと述べている。

## 略歴

### 1960年代
ザ・ソーシャル・デヴィアンツは、1966年後半にシンガーでライターのミック・ファレンによって、ラドブローク・グローブUK・アンダーグラウンド・コミュニティから設立され、ベースにピート・マンロー、ギターにクライヴ・マルドゥーン、ギターにマイク・ロビンソン、ドラムにベニー (姓は不明) が参加した。このグループは、トッテナム・コート・ロードのクラブ、「UFO」で演奏し、アレクサンドラ・パレス・ラブイン・フェスティバルのオープニングを飾った。その後まもなく、数回のギグで、ベニーがドラムのフィル・マリに交代。 1967年初頭、フィル・マリはバンドを脱退し、代わりにラッセル・ハンターが常任ドラマーとして参加した。その後、ピート・マンロー、クライヴ・マルドゥーン、マイク・ロビンソンがグループを脱退し、代わりにベースのコード・リースとギターのシド・ビショップ (イアン・ビショップ、1946年12月17日生まれ、北西ロンドンのバラム出身) が加入した後、バンドは名前を「ザ・デヴィアンツ」に短縮した。ファレンが友人だった億万長者の息子である21歳のナイジェル・サミュエルの財政的支援を受けて、グループは独立してデビュー・アルバム『プトゥーフ!』をレコーディングした。デッカ・レコードに取り上げられる前に、英国のアンダーグラウンド・プレスを通じてコピーを販売した。このLPは、Drop Out Records（1992年）、キャプテン・トリップ・レコーズ（2004年）、エソテリック・レコーディングス（2009年） 、エンジェル・エアー・レコード（2013年）から再発された。さらに『プトゥーフ!』からの抜粋を含む10インチEPが、Alive/Total Energy Records（1996年）から『Social Deviants』というタイトルでリリースされた。
リースは1967年6月にバンドを去り、ファレンの同居人であるダンカン・サンダーソン（スチュアート・ダンカン・サンダーソン、1948年12月31日、カンブリア州カーライル生まれ）に交代した。
ビショップが結婚してバンドを去ったとき、ファレンはジェイミー・マンデルカウの提案でカナダのギタリスト、ポール・ルドルフ（ポール・フレイザー・ルドルフ、1947年6月14日、カナダのブリティッシュ・コロンビア州バンクーバー生まれ）を採用した。このバンドは、Transatlantic Recordsを通じてアルバム『ザ・デヴィアンツ (サード)』をレコーディングしてリリースした。
北米西海岸のツアー中、ファレンとミュージシャンとの関係は個人的にも音楽的にも緊張し、バンドはファレンなしで続けることに決め、ファレンはイギリスに戻り、そこで元プリティ・シングスのドラマーであるトゥインクとチームを組んだ。ジョン・チャールズ・アルダー (1944年11月29日、エセックス州コルチェスター) とスティーヴ・ペレグリン・トゥック（1949年7月28日生まれ、元ティラノザウルス・レックス）、スティーヴン・ロス・ポーター（Stephen Ross Porter、生まれはロンドン南東部エルサムのエルサム）は、アルバム『モナ (人喰いサーカス団)』をレコーディングした。音楽ジャーナリズムに専念する前には、トゥックとUK Hells Angelsのメンバーであった。残りの3人のミュージシャン (ルドルフ、サンダーソン、ハンター) は、1970年の初めにイギリスに戻る前に、北米で数か月間、デヴィアンツの名前で時々ギグを続け、トゥインクと組んでピンク・フェアリーズを結成した。

### 1970年代以降
1970年代半ば、ファレンはスティッフ・レコードから、「Mick Farren and the Deviants」という名前でリリースされたEP『Screwed Up』を録音するための1回限りの契約を提示された。このレコードのミュージシャンには、ルドルフ、元ピンク・フェアリーズ/モーターヘッドのギタリスト、ラリー・ウォリス、元ワルシャワ・パクトのギタリスト、アンディ・コルクフーン、元ホークウィンドのドラマー、アラン・パウエルが含まれていた。このバンドは、ルドルフなしで、アルバム『泥棒ヴァンパイアに御用心』とアルバム以外のシングル「Broken Statue」を録音し続け、どちらもデヴィアンツではなくミック・ファレンのクレジットとなった。
1970年代の終わりに、ファレンは再び執筆活動に専念し、ニューヨーク市に引っ越した。彼は、サンダーソンとドラマーのジョージ・バトラーをフィーチャーしたウェイン・クレイマーとウォリスのバンドとチームを組んだ1984年2月など、時折のライブ・パフォーマンスのためにデヴィアンツの名前を復活させた。このセットは『人肉ライヴ』としてリリースされた。2002年、バンドの新しいラインナップ（ベーシストのダグ・ラン、ドラマーのリック・パーネル、ボーカリストのマイケル・シモンズをフィーチャー）が『ドクター・クロウ』をリリースした。
ファレンはその後、アンディ・コルクホーンや元ブロードウィン・ピッグのサックス奏者ジャック・ランカスターを含むミュージシャンのプールを使用して、ザ・デヴィアンツという名前で散発的に演奏と録音を続けた。
「Deviants IXVI」名義でクレジットされたアルバム『イーティング・ジェロ』は1996年にリリースされ、続く『ドクター・クロウ』が2002年に発表された。
2011年6月25日、英国でのライブに戻った後、ファレンはグラストンベリー・フェスティバルの「スピリット・オブ・71」ステージで「ラスト・メン・スタンディング」を演奏した。バンドには、アンディ・コルクホーンと、サンダーソンとハンターの1960年代後半のリズムセクションであるデヴィアンツが含まれていた。
2013年7月27日にロンドン中心部のザ・ボーダーラインで珍しく行われたザ・デヴィアンツのパフォーマンス中に、ファレンはステージで倒れ、後に病院で息を引き取った。

## ディスコグラフィ

### スタジオ・アルバム
- 『プトゥーフ!』 - Ptooff! (1967年、Underground Impresarios)
- 『ディスポーザブル』 - Disposable (1968年、Stable)
- 『ザ・デヴィアンツ (サード)』 - The Deviants (1969年、Transatlantic)
- 『イーティング・ジェロ』 - Eating Jello With A Heated Fork (1996年、Alive)
- 『ドクター・クロウ』 - Dr．Crow (2002年、Track)

### ライブ・アルバム
- 『人肉ライヴ』 - Human Garbage (1984年、Psycho)
- 『バーバリアン・プリンシズ (ライヴ・イン・ジャパン1999)』 - Barbarian Princes (1999年、Captain Trip)

### EP
- Screwed Up (1977年、Stiff)

### コンピレーション・アルバム
- 『ミック・ファレンの自由な世界』 - Fragments Of Broken Probes (1996年、Captain Trip)
- 『ミック・ファレンの地球脱出計画』 - Have Left The Planet (1999年、Gonzo)
- This CD Is Condemned (2000年、Total Energy)
- On Your Knees, Earthlings (2001年、Total Energy)